# Millwall FC
Millwall Football Club är en engelsk professionell fotbollsklubb i Bermondsey, södra London, England. Man spelar sedan säsongen 2022/2023 i Championship, näst högsta divisionen i engelsk fotboll. Klubben grundades 1885 under namnet Millwall Rovers FC av arbetare från marmeladfabriken J.T. Morton i Millwall i Isle of Dogs. Fram till 1993 spelade klubben på det som nu kallas The Old Den i New Cross, innan man flyttade till sin nuvarande hemmaarena i närheten, kallad The Den. Det traditionella klubbmärket är ett lejon och hos fansen är klubben mest känd som The Lions ("Lejonen"). Millwalls traditionella hemmaställ består av mörkblåa tröjor, vita byxor och mörkblåa strumpor.
Sedan Millwall gick med i English Football League 1920/21 har klubben kvalificerat sig elva gånger (fem gånger som mästare 1928, 1938, 1962, 1988 och 2001) och degraderats nio gånger. Millwall har tillbringat 88 av sina 94 säsonger i Englands andra- och tredje division. Klubben hade en kort period i Premier League (First Division) mellan 1988 och 1990, där man uppnådde sin hittills högsta ligaplacering då man hamnade på en tionde plats i första divisionen 1988/89. Millwall nådde FA Cup-finalen 2004 och kvalificerade sig därmed Europa-fotboll för första gången i sin historia och spelade i UEFA Europa League. Klubben har också vunnit två League One-slutspelsfinaler 2010 och 2017, Football League Group Cup 1983 och har varit i finalen i Football League Trophy 1999.
I media har Millwalls anhängare ofta förknippas med huliganism. Fansen har gjort sig ett namn med sin ökända sång: "No one likes us, we don't care". Millwall har en långvarig rivalitet med West Ham United. Det lokala derbyt mellan de två klubbarna har spelats nästan hundra gånger sedan 1899. Klubbens fans och Leeds Uniteds fans är även rivaler, och Millwall tävlar i South London-derbyt med de lokala rivalerna Crystal Palace och Charlton Athletic.

## Damlaget

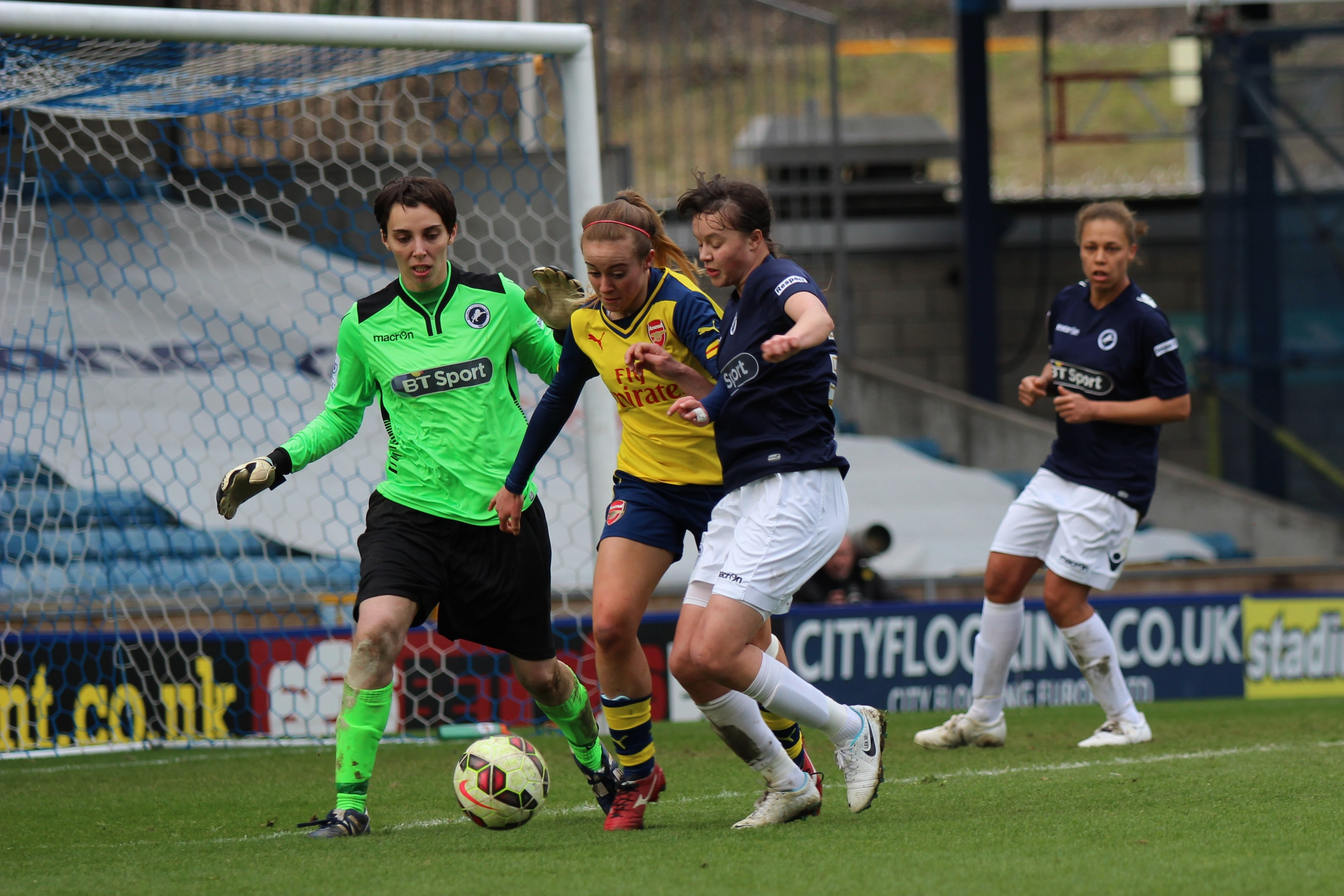
Millwall Lionesses möter Arsenal WFC på The Den, mars 2015.

## Historia

### Starten, södra ligan och omlokalisering: 1885–1919

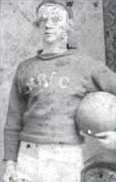
Millwall Rovers första ställ, bärs här av klubbens sekreterare Jasper Sexton 1885.

Klubben grundades som Millwall Rovers Football Club av skotska arbetare i J.T. Mortons marmeladfabrik i Millwall-området på Isle of Dogs i London 1885. J.T. Morton grundades i den skotska staden Aberdeen 1849 för att förse segelfartyg med mat. Företaget öppnade sin första engelska konserverings- och livsmedelsbearbetningsanläggning vid Millwall dock 1872 och lockade därmed arbetskraft från hela landet, inklusive Skottlands östkust, främst Dundee. Klubbens sekreterare var 17-årige Jasper Sexton, son till hyresvärden för The Islander pub i Tooke Street där Millwall höll sina pubar. Millwall Rovers första match spelades på Glengall Road, den 3 oktober 1885 mot Fillebrook, ett lag som spelade i Leytonstone. Millwall förlorade med 5–0.
Rovers hittade en bättre spelplan för säsongen 1886/87, på baksidan av puben Lord Nelson, planen blev sedan känd som Lord Nelson Ground. I november 1886 bildades East End Football Association och Senior Cup-tävlingen. Millwall tog sig till finalen mot London Caledonians, som spelades på Leyton Cricket Ground. Matchen slutade 2–2 och lagen hade trofén i sex månader vardera. Millwall vann East London Senior Cup vid första försöket. Klubben vann också cupen de följande två åren och trofén blev deras för alltid.
I april 1889 togs ett beslut att Millwall skulle ta bort "Rovers" från sitt namn. Man började istället spela under namnet Millwall Athletic Football Club, vilket var inspirerat av flytten till den nya hemmaarenan The Athletic Grounds. Millwall var med och grundade den södra fotbollsligan, de vann den de första två åren och kom tvåa det tredje året. Tack vare sina framgångar blev man inbjuden att gå med i andra divisionen i det engelska fotbollssystemet, men kommittén avvisade detta, delvis på grund av den förväntade ökningen av resekostnader och delvis för att vara lojal mot den södra ligan. De tvingades flytta till en ny arena som kom att kallas North Greenwich 1901, eftersom Millwall Dock Company ville använda sin mark för att lägga upp timmer. Millwall Athletic nådde semifinalen i FA-cupen 1900 och 1903 och var också mästare i Western Football League 1908 och 1909. Den 10 oktober 1910 spelade Millwall sin sista match som en östra London-klubb mot Woolwich Arsenal i London Challenge Cup. Millwall vann matchen 1–0 inför 3 000 åskådare.
Millwall flyttade till en ny stadion med namnet The Den i New Cross i södra London 1910. Klubben hade tidigare spelat på fyra olika planer under de 25 första åren. Begränsat antal åskådarplatser på Isle of Dogs innebar att Millwall var tvungna att flytta för att få fler åskådare. Den beräknade kostnaden för The Den var 10 000 £ (cirka 117 000 kr). Den första matchen som spelades på den nya planen var den 22 oktober 1910 mot regerande Southern League-mästarna Brighton & Hove Albion, som även vann med 1–0.

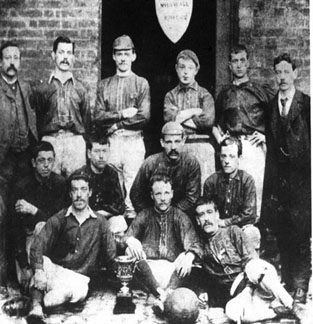
Millwall Rovers 1887.

### Kommer in i fotbollsligan: 1920–1939

Klubbens ligaplaceringar från och med 1920.

Millwall, som nu också hade tagit bort "Athletic" från sitt namn, blev inbjudna att gå med i fotbollsligan 1920 under säsongen 1920/21, tillsammans med 22 andra klubbar, genom skapandet av den nya Football League tredje divisionen. Den Södra ligan slutade existera, då nästintill alla dess klubbar beslutade att lämna - även Millwall. Millwalls första fotbollsligamatch var den 28 augusti 1920 på The Den, och de vann med 2–0 mot Bristol Rovers.
Under säsongen 1925/26 spelade Millwall 11 matcher utan att släppt in ett enda mål, ett fotbollsligarekord som de delar med York City och Reading. Millwall blev känt som ett hårt kämpande Cup-lag, bland annat besegrade de den trefaldiga ligavinnare och regerande mästaren Huddersfield Town med 3–1 i den tredje omgången av FA-cupen 1926/27. Under säsongen 1927/28 vann Millwall tredje division Syd-titeln och gjorde 87 mål på hemmaplan i ligan, ett engelskt rekord som fortfarande inget lag har slagit. Matcher mot Sunderland och Derby County blev folkfester då ungefär 48 000 åskådare såg matcherna under 1930- och 1940-talen. Millwall kom till semifinal i FA-cupen 1937 för tredje gången i klubbens historia. Det var även under denna FA-cup-säsongen som Millwall än idag har sitt publikrekord. I den femte omgången mot Derby såg 48 762 åskådare matchen. Millwall var det 11:e bäst supportade laget i England 1939, trots att man var i andra divisionen. Millwall var också en av de rikaste klubbarna i England. Klubben planerade att förbättra The Den och började även ta in internationella spelare. Millwall pressade på för uppflyttning till första divisionen mot slutet av decenniet, men en vecka in i säsongen 1939/40 bröt andra världskriget ut och Millwalls dröm om högsta divisionen dog.

### Krigstiden och nedflyttning till fjärde nivån: 1940–1965

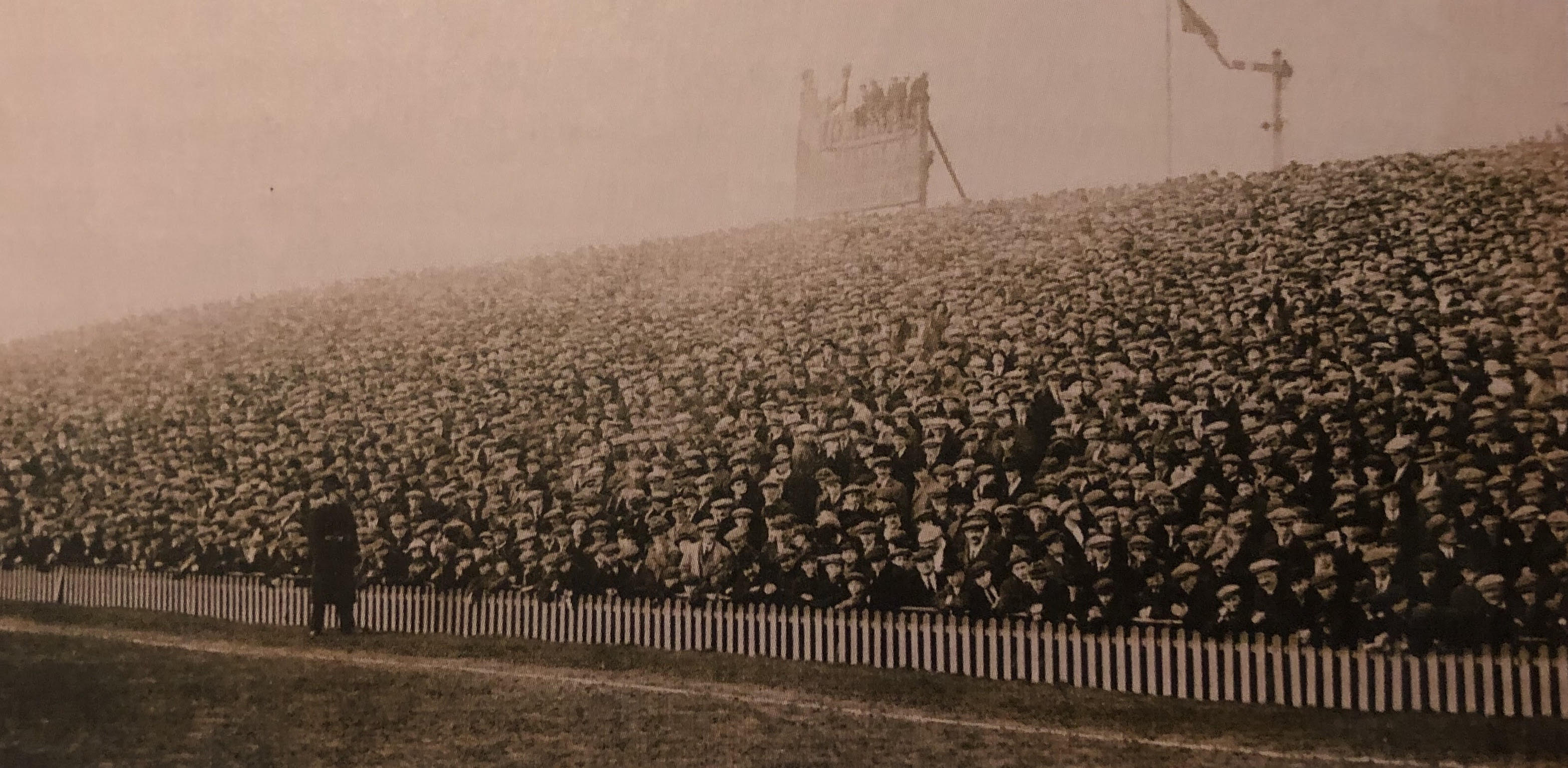
Millwallsupportrar på The Den under en FA-cupmatch mot Crystal Palace den 1 februari 1922.

Den 7 april 1945 deltog Millwall i en krigsfinal i fotbollsligan på Wembley Stadium mot Chelsea, men eftersom det var en final i krigstid noteras det inte i rekordböckerna. Under de de sista dagarna av kriget var antalet åskådare begränsat. Åskådarantalet var 90 000, den största publiken Millwall någonsin har spelat för, även kung George VI var där, som laget introducerades för innan kick-off.
Förlusten av många unga män under andra världskriget gjorde det svårt för klubbarna att behålla sin tidigare status. Detta gällde särskilt för Millwall, som tycktes lida mer än de flesta. Från att vara en av landets största klubbar före kriget reducerades Millwall till en av de minsta efteråt. Hemmaplanen The Den drabbades av allvarliga bombskador den 19 april 1943, och en vecka senare förstörde en brand, troligen på grund av en slängd cigarett, en hel läktare. Klubben accepterade erbjudanden från grannarna Charlton Athletic, Crystal Palace och West Ham United om att spela sina matcher på deras plan så länge. Den 24 februari 1944 återvände Millwall till The Den.
Millwalls framgångar varierade efter krigsåren, de förflyttades till Division Three South 1948 och var tvungna att ansöka om omval till ligan 1950. Millwall slutade på 5:e plats, därefter 4:e, och tog sedan steget upp i Division Three South under säsongen 1952/53; men eftersom endast ettan kvalificerade sig uppåt, fastnade Millwall i den tredje nivån trots att det i genomsnitt var över 20 000 på deras hemmamatcher, vilket var en stor siffra på den tiden. Millwall hamnade sedan i den nedre delen av tabellen. En höjdpunkt under perioden var när man skrällde i den fjärde omgången av FA-cupen 1956/57 den 26 januari 1957, och slog Newcastle United med 2–1 inför en publik på 45 646. Millwall var en av de grundade klubbarna av en liga som kom att hette Division Four 1958. De vann Division Four 1962 med hjälp av 23 mål av Peter Burridge och 22 av Dave Jones. De degraderades dock igen under säsongen 1963–1964, men återkom sedan till Division Three. Detta var den senaste gången Millwall spelade i Division Four.

### Obesegrat hemmarekord och "The Class of '71" 1966–1987
Millwall hade ett rekord på 59 hemmamatcher utan förlust (43 segrar och 16 oavgjorda) från 22 augusti 1964 till 14 januari 1967. Under denna period spelade Millwall mot 55 olika lag, höll 35 nollor, gjorde 112 mål och släppte in 33. Detta var till stor del tack vare huvudtränare Billy Gray, som lade grunden, och Benny Fenton, en tidigare spelare. Alla spelare, inklusive kantspelaren Barry Rowan, målvakten Alex Stepney och anfallarna Hugh Curran och Len Julians, fick som minne en guldcigarettändare av fotbollsförbundet. Rekordet slogs så småningom av Liverpool, som var obesegrat i 63 hemmamatcher mellan 1978 och 1981.
I början av 1970-talet inkluderade Millwall många minnesvärda spelare, den tiden minns vissa fans som "The Class of '71". Laget inkluderade då målvakten Bryan King, försvararen Harry Cripps, målskytten och mittfältare Derek Possee, Eamon Dunphy och Barry Kitchener. Millwall missade dock att kvalificera sig till Division One med en poäng. Genom att förbli obesegrade hemma i division två under säsongen 1971/72 blev Millwall den enda klubben som gick igenom en hel säsong utan att förlora en enda hemmamatch i fyra olika divisioner, 1927/28 Division Three South, 1964/65 Division Four, 1965/66 Division Three och 1971/72 Division Two. 1974 var Millwall värd för den första engelska matchen som spelats på en söndag, mot Fulham. Millwall nådde kvartsfinalen i ligacupen 1974 och igen 1977.

### Uppflyttning till högsta ligan, ny arena och administration: 1988–2000

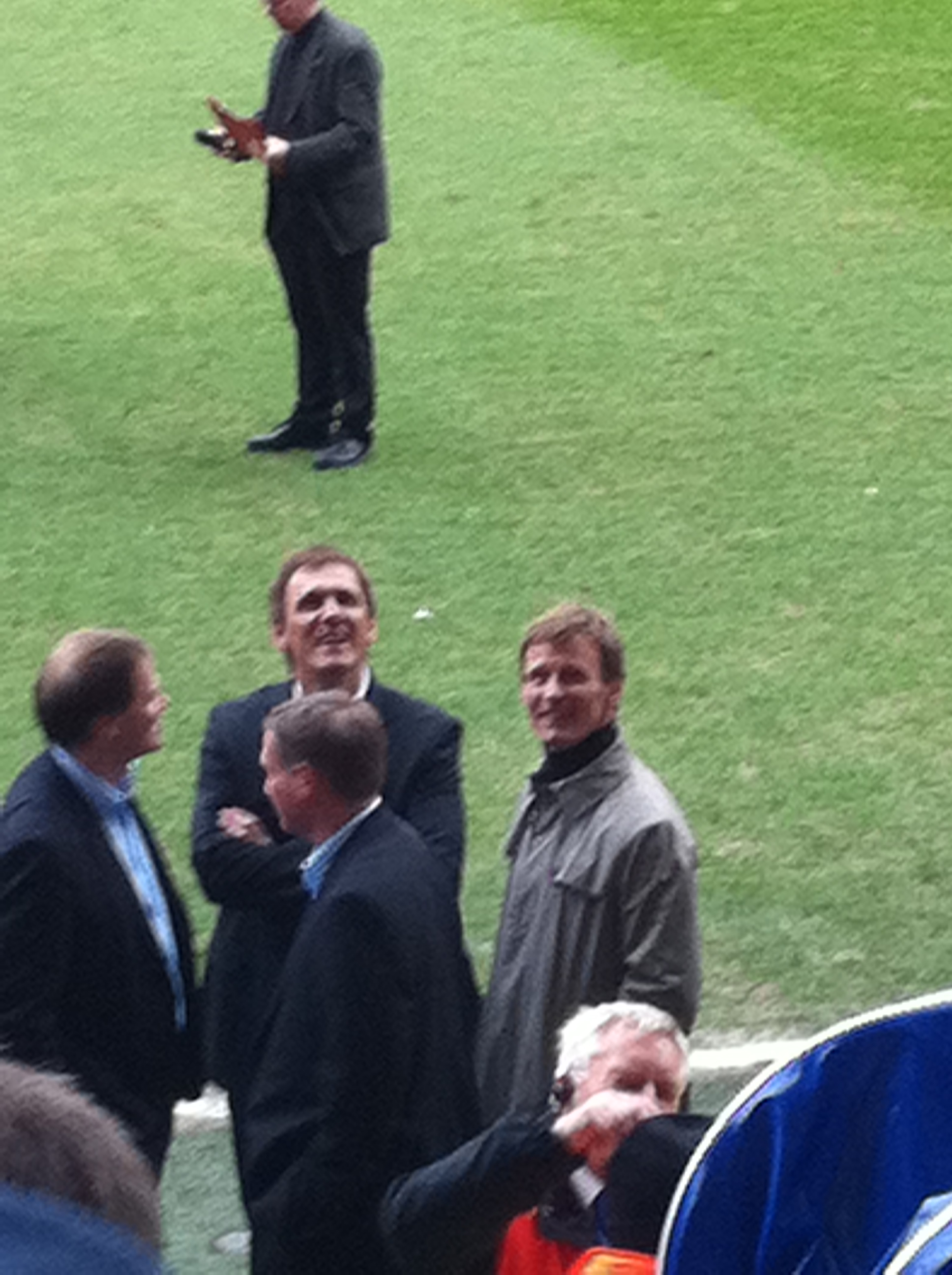
Under sina tre säsonger tillsammans hos Millwall gjorde Tony Cascarino och Teddy Sheringham 99 mål sammanlagt.

Grahams ersättare var John Docherty från Glasgow. Under hans andra säsong som manager vann Millwall andra divisionen och blev uppflyttade till den högsta ligan för första gången i klubbens historia. I början av säsongen 1988/89 toppade Millwall ligan den 1 oktober 1988 efter att ha spelat sex matcher (vunnit fyra och spelat oavgjort två) och ramlade ner från topp fem före jul. Framgången berodde främst på Tony Cascarino och Teddy Sheringham, som gjorde totalt 99 mål av Millwalls mål de senaste tre säsongerna. Millwalls första säsong i högsta divisionen slutade med en tiondeplats, vilket var den lägsta platsen som klubben var på under hela säsongen. Följande säsong ledde Millwall ligan under en kväll, i september 1989, efter att man slagit Coventry City med 4–1. Millwall vann bara ytterligare två matcher under hela säsongen och degraderades från högsta ligan i och med att man slutat på en 20:e plats i slutet av säsongen 1989/90. Millwall har sedan dess aldrig spelat i den engelska högsta ligan.
Strax innan nedflyttningen sparkades Docherty och ersattes av före detta Middlesbrough-tränaren Bruce Rioch. Forwarden Teddy Sheringham, som senare spelade för England var den högst poängsatta spelaren i hela fotbollsEngland säsongen 1990/91. Sheringham såldes till Nottingham Forest för 2 miljoner pund (cirka 23 miljoner kr) efter att Millwall förlorat med 6–2 mot Brighton & Hove Albion i andra divisionens slutspel. Tränaren Rioch lämnade Millwall 1992 för att efterträdas av den irländska försvararen Mick McCarthy. McCarthy ledde Millwall till en tredje plats i den nya Division One i slutet av säsongen 1993/94. Detta var Millwalls första säsong på en nya arena, som kom att hette The New Den, men för hemmafansen och i folkmun kallades arenan helt enkelt för The Den. Arenan öppnades av Labour-partiledaren John Smith den 4 augusti 1993. Den nya arenan var den första i England som bestod av endast sittplatser efter Taylor-rapporten om Hillsborougholyckan. Millwall slog Arsenal ut ur FA-cupen 1994/95 i en returmatch i den tredje omgången och slog dem med 2–0 på Highbury. De nådde också kvartsfinalen i ligacupen 1995. Millwall förlorade med totalt 5–1 mot Derby County i semifinalen i slutspelet säsong 1994/95. McCarthy avgick för att ta över Irlands landslag den 5 februari 1996, strax efter att Millwall förlorat med 6–0 mot Sunderland.

## Arena

### Historia

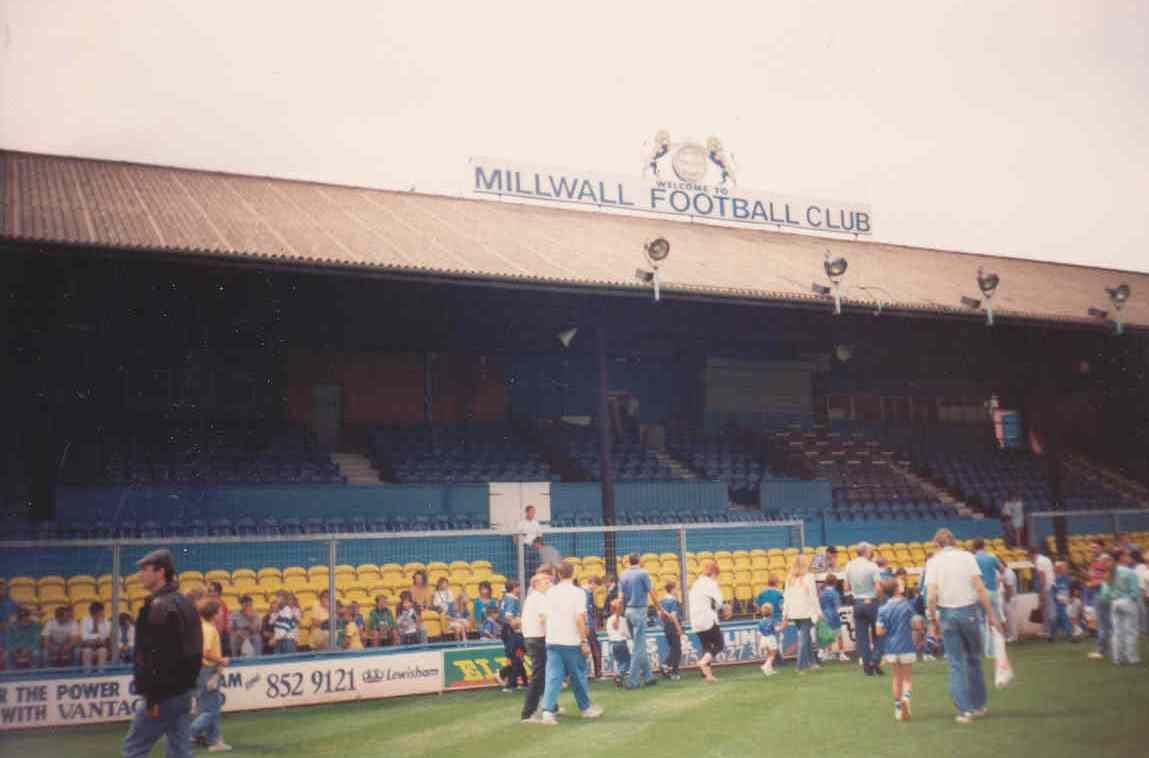
Millwalls gamla arena.

Millwall började på Isle of Dogs och hade fyra olika matchplaner under klubbens första 25 år. Deras första hemmaplan var en bit mark som hette Glengall Road, där de bara stannade ett år. Från 1886 till 1890 spelade Millwall bakom The Lord Nelson pub på East Ferry Road, som var känd som Lord Nelson Ground. Klubben tvingades lämna planen eftersom ägaren ville använda marken till annat än fotboll.
De flyttade till sin tredje hemmaplan, The Athletic Grounds, den 6 september 1890. Detta var deras första specialbyggda plan, med en tribun med plats för 600 sittande åskådare och en total kapacitet på mellan 10 000 och 15 000. Klubben tvingades dock gå vidare igen, den här gången av Millwall Dock Company som ville använda den för att lagra timmer. De flyttade 1901 till en plats som blev känd som North Greenwich. De förblev därmed en östra London-klubb i ytterligare nio år. Den sista matchen som spelades på Isle of Dogs var den 8 oktober 1910 mot Portsmouth, som Millwall vann med 3–1.
Den 22 oktober 1910 korsade Millwall floden till södra London och flyttade till Cold Blow Lane i New Cross. Klubbens femte hemmaplan kom att heta The Den. Bygget av The Den kostade £10 000 (cirka 117 000 kr) och arenan ritades av den kända fotbollsarkitekten Archibald Leitch. Den första matchen som spelades på The Den var mot Brighton & Hove Albion, som Brighton vann med 1–0. Millwall stannade på arenan i hela 83 år, tills man flyttade till sin sjätte och nuvarande arena den 4 augusti 1993, känd som The New Den men som senare bara kallades för The Den. Arenan har en sittande kapacitet på 20 146 åskådare. Den första matchen på The Den spelades mellan Millwall och Sporting Lissabon, som Millwall förlorade med 2–1.

## Färger, ställ och smeknamn

### Ställ

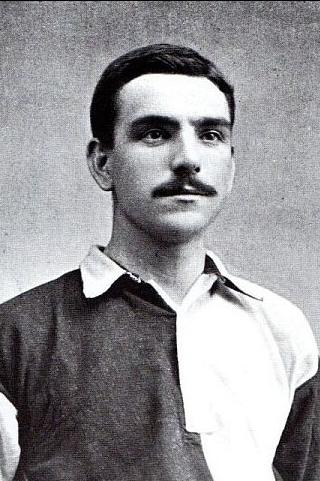
Millwalls tröjor 1898, här buren av Joseph Gettins.

Millwalls traditionella ställ har huvudsakligen bestått av mörkblåa tröjor, vita shorts och mörkblåa strumpor genom hela sin 125-åriga historia. Under de första 50 åren, fram till 1936, spelade de i en traditionell marinblå dress, liknande färgerna på Skottlands landslag. Denna färg valdes eftersom den hyllade klubbens skotska rötter, med kärnan i den första Millwall Rovers-truppen från Dundee. År 1936 valde den nyutnämnda Millwall-tränaren Charlie Hewitt att ändra färgen från marinblå till en ljusare kungsblå, och laget har spelat i denna färg till största delen i 74 år, med undantag av 1968–1975 och 1999–2001, då laget spelade i helvitt. Inför säsongen 2010/11 firade klubbens 125-årsjubileum, med att spela i mörkare marinblå. Klubben har behållit denna färg sedan dess. När det gäller att byta färger har vita tröjor och blå byxor eller gula tröjor och svarta byxor varit Millwalls primära bortafärger. De har också spelat i röda och svarta ränder, eller helgrått, helorange, hel rött och gröna och vita ränder. Millwall hade på sig en speciell engångskamouflage för att fira hundraårsdagen av första världskriget mot Brentford den 8 november 2014. Det såldes till fans, och intäkterna gick till Headley Court, ett rehabiliteringscenter för skadade medlemmar av de brittiska väpnade styrkorna.

### Klubbmärke
Klubbmärket har varit ett lejon sedan 1936, och introducerades av Charlie Hewitt. Det har funnits många variationer av lejonet; den första var ett enda rött lejon, som ofta felaktigt sägs vara valt på grund av klubbens skotska rötter. Lejonet hade en slående likhet med skyltar som används av pubar som heter The Red Lion. Från 1956 till 1974 var Millwalls klubbmärke två hoppande röda lejon mot varandra. Tidigare ordförande Theo Paphitis tog tillbaka märket 1999, där det användes i ytterligare åtta år. Det nuvarande märket är ett hoppande lejon, som först dök upp på ett Millwall-ställ 1979. Klubbmaskoten är ett jättelejon som heter Zampa, uppkallat efter Zampa Road, vägen som leder till The Den.

### The Lions
The Lions (svenska: "Lejonen") är klubbens smeknamn. Man har även sedan tidigare kallats för The Dockers (svenska: "hamnarbetarna"). Det ursprungliga Dockersnamnet uppstod då många av klubbens anhängare i början av 1900-talet arbetade i hamnen. Klubben tyckte inte om det namnet och bytte till "Lions of the South", efter att ha slagit fotbollsligaledarna Aston Villa ut ur FA-cupen 1899–1900. Millwall gick vidare till semifinalen. Klubben antog mottot: We Fear No Foe Where E'er We Go. På 2000-talet började klubben åter erkänna sin länk till Londons hamnar genom att introducera Dockers 'Days, som samlar tidigare framgångsrika Millwall-lag som paraderar på planen vid halvtid. År 2011 utsåg Millwall officiellt den östra delen av The Den till 'Dockers Stand' för att hedra klubbens tidigare smeknamn.

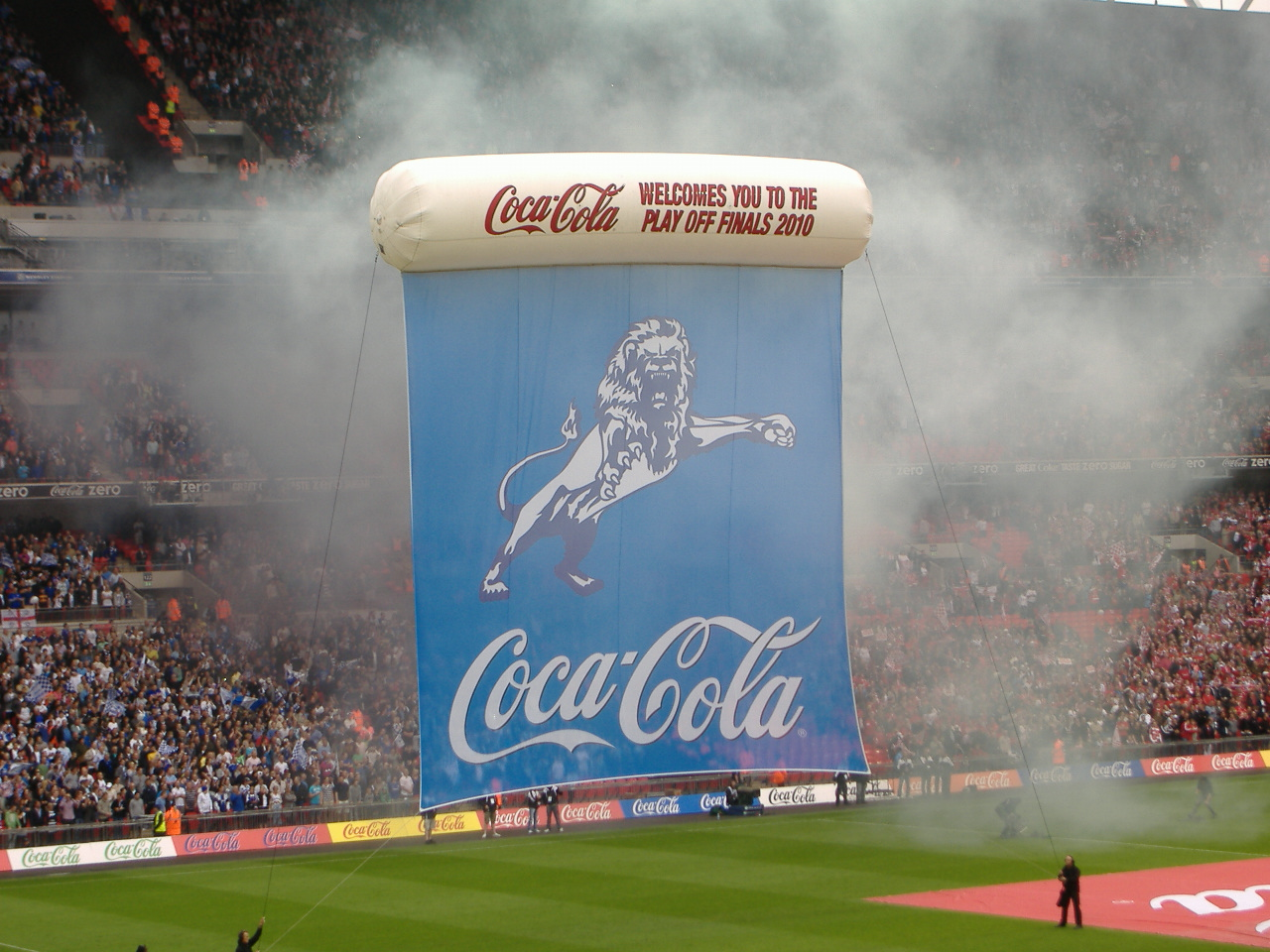
The Lions.

### Kit sponsorer och tillverkare
| År        | Tillverkare tröjor | Huvudsponsor, tröjor    | Sekundär sponsor (er)    |
| --------- | ------------------ | ----------------------- | ------------------------ |
| 1975–80   | Bukta              | Ingen                   |                          |
| 1980–83   | Osca               | Ingen                   |                          |
| 1983–85   | Osca               | LDDC                    |                          |
| 1985–86   | Gimer              | London Docklands        |                          |
| 1986–87   | Spall              | London Docklands        |                          |
| 1987–89   | Spall              | Lewisham Council        |                          |
| 1989–90   | Spall              | Millwall                |                          |
| 1990–91   | Spall              | Lewisham Council        |                          |
| 1991–92   | Spall              | Fairview Homes PLC      |                          |
| 1992–93   | Bukta              | Fairview                |                          |
| 1993–94   | Bukta              | Captain Morgan          |                          |
| 1994–96   | ASICS              | Captain Morgan          |                          |
| 1996–97   | ASICS              | South London Press      |                          |
| 1997–99   | ASICS              | L!VE TV                 |                          |
| 1999–2001 | Strikeforce        | Giorgio                 |                          |
| 2001–03   | Strikeforce        | 24 Seven                |                          |
| 2003–04   | Strikeforce        | Ryman                   |                          |
| 2004–05   | Strikeforce        | Beko                    |                          |
| 2005–06   | Lonsdale           | Beko                    |                          |
| 2006–07   | Lonsdale           | Oppida                  |                          |
| 2007–08   | Bukta              | Oppida                  | K&T Heating Services Ltd |
| 2008–10   | Bukta              | CYC                     | Oppida                   |
| 2010–11   | Macron             | CYC                     | Matchbet                 |
| 2011–12   | Macron             | Racing+                 | Sasco Sauces             |
| 2012–13   | Macron             | Racing+                 | BestPay                  |
| 2013–14   | Macron             | Prostate Cancer UK      | Wallis Teagan            |
| 2014–15   | Macron             | Euroferries             | Wallis Teagan            |
| 2015–16   | Macron             | Wallis Teagan           |                          |
| 2016–17   | Erreà              | Wallis Teagan           |                          |
| 2017–18   | Erreà              | TW Drainage & EnergyBet | DCS Roofing              |
| 2018–21   | Macron             | TW Drainage & EnergyBet | DCS Roofing              |
| 2019–24   | Macron             | Huski Chocolate         |                          |

## Rivaler

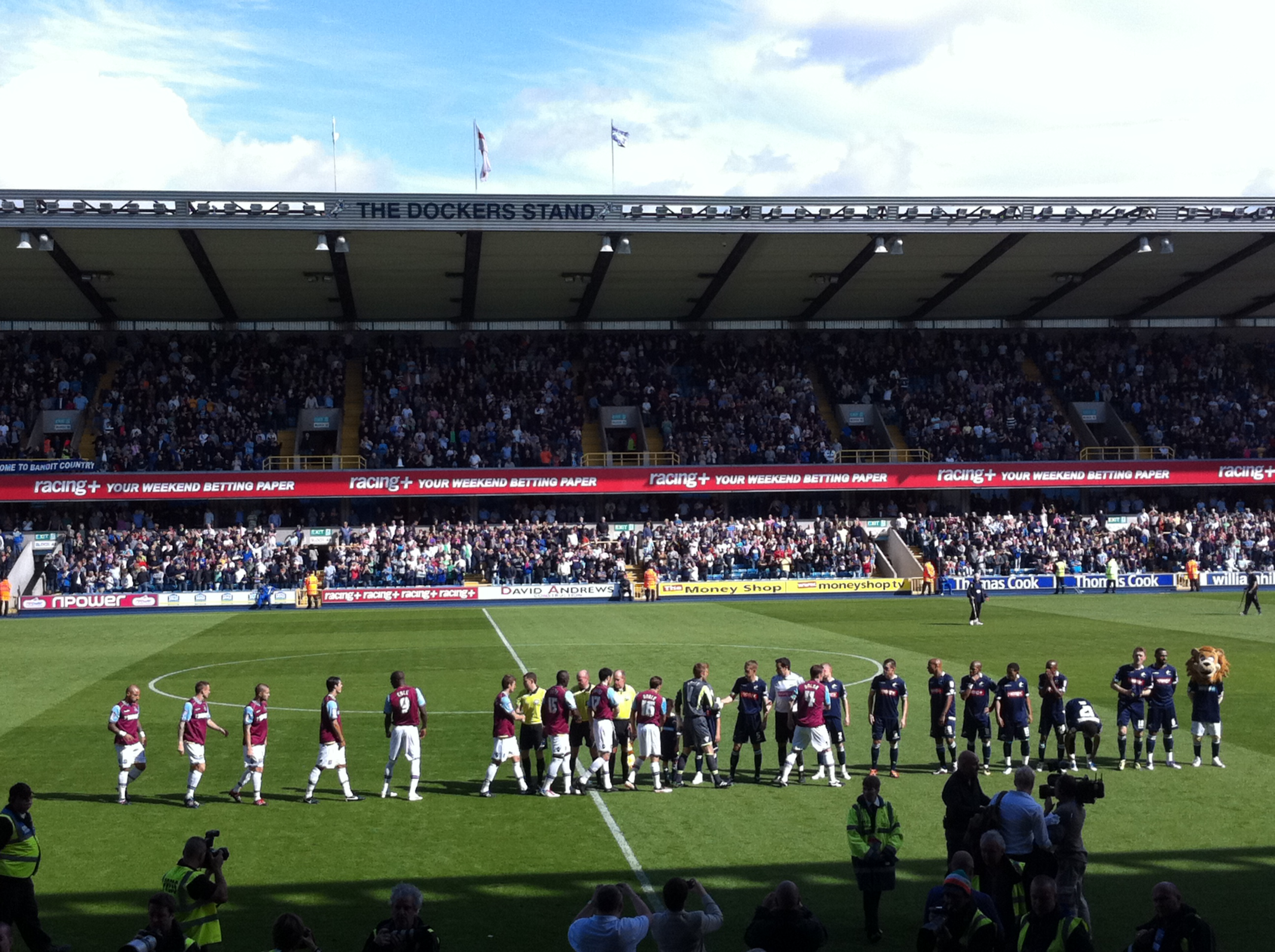
Millwall och West Ham skakar hand före en match, september 2011.

Millwall listades som åttonde av 92 fotbollsligaklubbar med flest rivaler, där bland andra West Ham United, Leeds United, Crystal Palace och Charlton Athletic var rivaler. Av dessa fyra klubbar är Leeds det enda laget som inte är från London. Portsmouth, Everton och Gillingham delar också mindre rivaliteter med Millwall, med huliganism mellan sina fans som sträcker sig tillbaka till 1970-talet.

### Stor rivalitet med West Ham United
Millwalls allra största rivaler är den närliggande klubben West Ham United. Matcherna mellan de två klubbarna har rankats som en av de mest passionerade i världsfotbollen. De två klubbarna har sällan mötts de senaste åren på grund av att de spelar i olika ligor; majoriteten av deras möten skedde före första världskriget, med cirka 60 möten mellan 1899 och 1915. Klubbarna har spelat mot varandra 99 gånger sedan den första matchen 1899. Millwall har vunnit 38, spelat oavgjort 27 och förlorat 34. På grund av våld mellan de två klubbarnas anhängarna har det tidigare uppmanats att matcherna skulle spelas utan publik. Trots detta spelades det senaste derbyt med publik säsongen 2011/12, som West Ham vann med 2–1. 
Millwall har flest vinster genom historien mot West Ham, 38 stycken. Men West Ham är inte långt därefter med sina 34 segrar. 28 matcher har slutat oavgjort. Millwalls Alf Twigg är den fotbollsspelaren som gjort flest mål, då han nätade mot West Ham tio gånger mellan 1905 och 1910. Den största vinsten står Millwall för när man slog West Ham borta med 7–1 den 2 april 1903.

### Rivalitet med Leeds United
Millwall är även rivaler med Leeds United. Rivaliteten mellan lagen började av båda klubbarnas passionerade fans och anknytning till fotbollshuliganism. Klubbarnas två huliganfirmor Leeds United Service Crew och Millwall Bushwackers var ökända på 1970- och 1980-talen för sitt våld och Leeds började kallas för "smutsiga Leeds" i folkmun. Från 1920 till 2003 möttes klubbarna endast 12 gånger eftersom man för det mesta spelat i olika divisioner. Sedan Leeds degraderades från Premier League 2004 har lagen mötts 28 gånger på 16 år. Rivaliteten började i League One under säsongen 2007/08, med oordning och våldsamma sammanstötningar mellan fansen och polisen vid Elland Road. Det fortsatte under säsongen 2008/09 där lagen tävlade om uppflyttning till Championship, som kulminerade i att Millwall slog ut Leeds ur League One-slutspelet i semifinalen. Klubbarna har spelat mot varandra 40 gånger, Millwall har vunnit 18, Leeds 17 och fem gånger har man spelat oavgjort.

### South London derbyn
Millwall närmaste grannklubb är Charlton Athletic, där The Den och The Valley är mindre än 6 km från varandra. Millwall och Charlton möttes senast i juli 2020, där Millwall vann med 1–0 på The Valley. Sedan deras första tävlingsmatch 1921 har Millwall vunnit 37, spelat lika 26 och förlorat 12. Millwall är obesegrade under sina senaste tolv matcher mot Charlton, som sträcker sig över 24 år, där de har vunnit sju och spelat oavgjort fem. Charltons senaste seger kom i mars 1996 på hemmaplan.
Även matcherna mot södra Londonklubben Crystal Palace är ett hett derby i England. Millwall och Crystal Palace mötes två gånger under säsongen 2012/13 när båda lagen var i samma division. På The Den slutade matchen 0–0 och 2–2 på Selhurst Park. Under nästan 100 tävlingsmatcher mellan de två klubbarna sedan 1906 har Millwall vunnit 39, spelat oavgjort 29 och förlorat 29. Från och med säsongen 2020/21 spelar Crystal Palace i Premier League, Millwall i Championship och Charlton i League One.

## Spelare

### Spelartrupp
| 1  | Danmark     | Lukas Jensen | 18 mars 1999    | Lincoln City (-24)  |
| 13 | Tyskland    | Steven Benda | 1 oktober 1998  | Fulham (-25)        |
| 15 | Nya Zeeland | Max Crocombe | 12 augusti 1993 | Burton Albion (-25) |
| 41 | England     | George Evans | 16 maj 2005     | Sutton United (-24) |

| 2  | Irland    | Danny McNamara  | 27 december 1998  | Millwall FC             |
| 3  | England   | Zak Sturge      | 15 juni 2004      | Chelsea (-25)           |
| 4  | Frankrike | Tristan Crama   | 8 november 2001   | Brentford (-25)         |
| 5  | England   | Jake Cooper     | 3 februari 1995   | Reading (-17)           |
| 6  | England   | Japhet Tanganga | 31 mars 1999      | Tottenham Hotspur (-24) |
| 23 | England   | Joe Bryan       | 17 september 1993 | Fulham (-23)            |
| 27 | England   | Kamarl Grant    | 26 januari 2003   | Sheffield United (-22)  |
| 45 | Jamaica   | Wes Harding     | 20 oktober 1996   | Rotherham United (-23)  |

| 8  | England    | Billy Mitchell         | 7 april 2001      | Millwall FC                    |
| 10 | Algeriet   | Camiel Neghli          | 6 november 2001   | Sparta Rotterdam (-25)         |
| 12 | England    | Adam Mayor             | 10 april 2005     | Morecambe (-24)                |
| 14 | England    | Alfie Doughty          | 21 december 1999  | Luton Town (-25)               |
| 16 | Skottland  | Daniel Kelly           | 3 oktober 2005    | Celtic (-24)                   |
| 18 | England    | Ryan Leonard           | 24 maj 1992       | Sheffield United (-19)         |
| 21 | Australien | Massimo Luongo         | 25 september 1992 | Ipswich Town (-25)             |
| 24 | Belgien    | Casper De Norre        | 7 februari 1997   | OH Leuven (-23)                |
| 25 | England    | Luke Cundle            | 26 april 2002     | Wolverhampton Wanderers (-25)  |
| 26 | England    | Benicio Baker          | 9 januari 2004    | Brighton & Hove Albion (-25)   |
| 31 | England    | Raees Bangura-Williams | 2 juli 2004       | Tooting & Mitcham United (-23) |

| 7  | Skottland | Kevin Nisbet       | 8 mars 1997      | Hibernian (-23)       |
| 9  | Serbien   | Mihailo Ivanović   | 29 november 2004 | Vojvodina (-24)       |
| 11 | England   | Femi Azeez         | 5 juni 2001      | Reading (-24)         |
| 17 | England   | Macaulay Langstaff | 3 februari 1997  | Notts County (-24)    |
| 19 | England   | Josh Coburn        | 6 december 2002  | Middlesbrough (-25)   |
| 22 | Irland    | Aidomo Emakhu      | 26 oktober 2003  | Shamrock Rovers (-23) |
| 28 | England   | Ajay Matthews      | 11 juni 2006     | Middlesbrough (-25)   |
| 29 | England   | Zak Lovelace       | 23 januari 2006  | Rangers (-25)         |

Not: Spelare i kursiv stil är inlånade.

## Supportrar

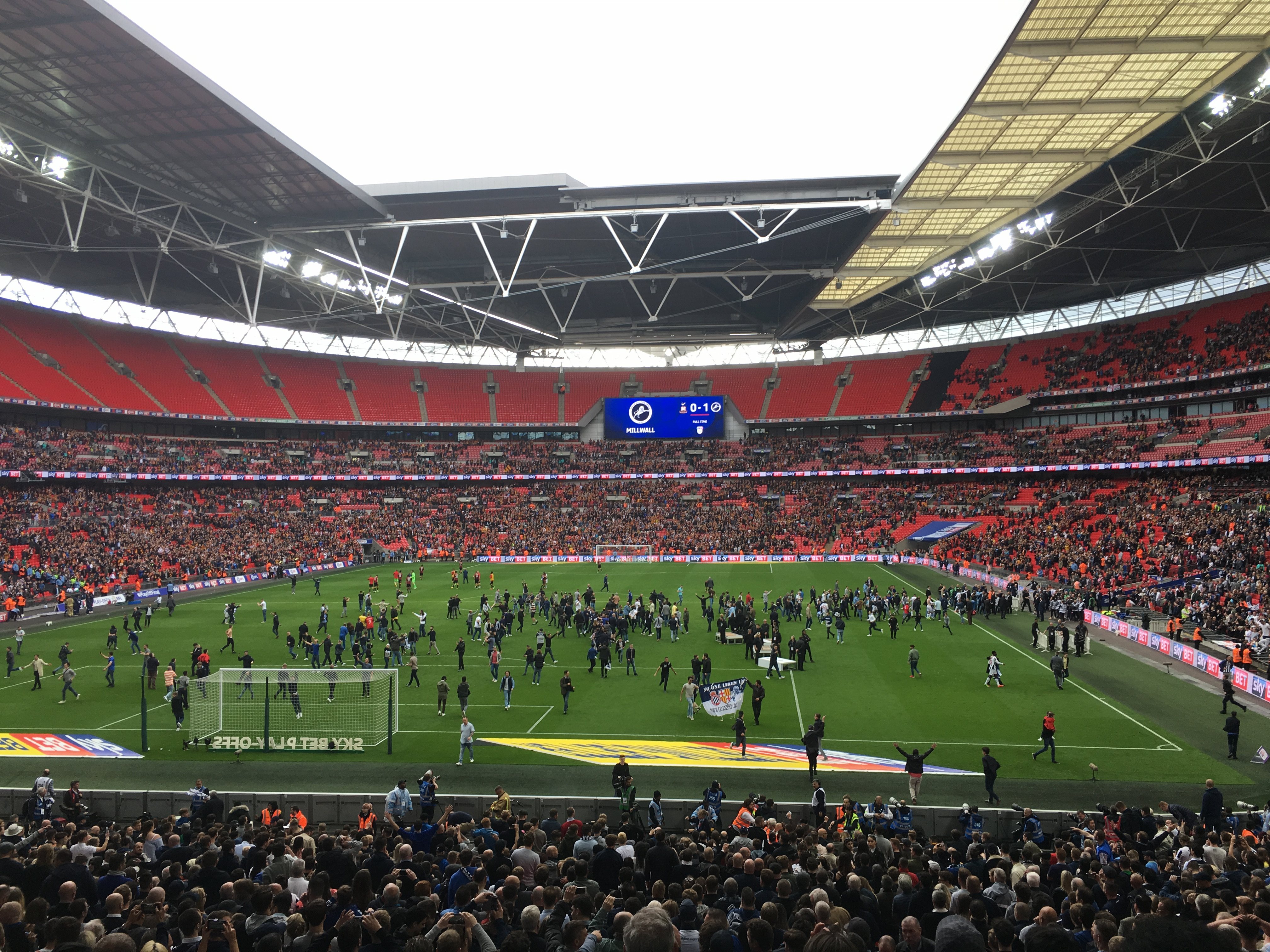
Millwallsupportrar invaderar planen efter man kvalificerat sig till Championship, maj 2017.

### Millwall brick

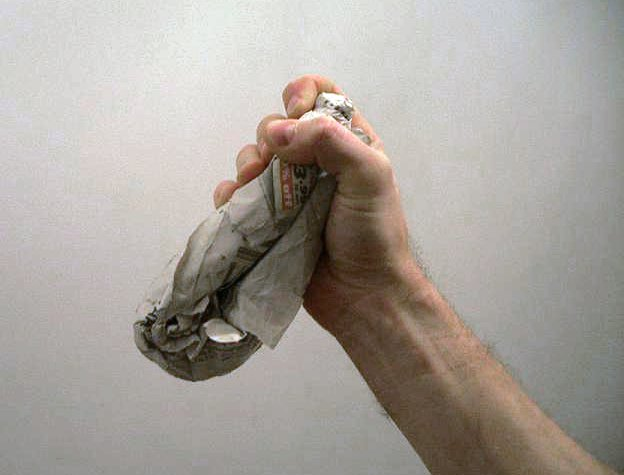
Millwall brick.

### Utlånade spelare

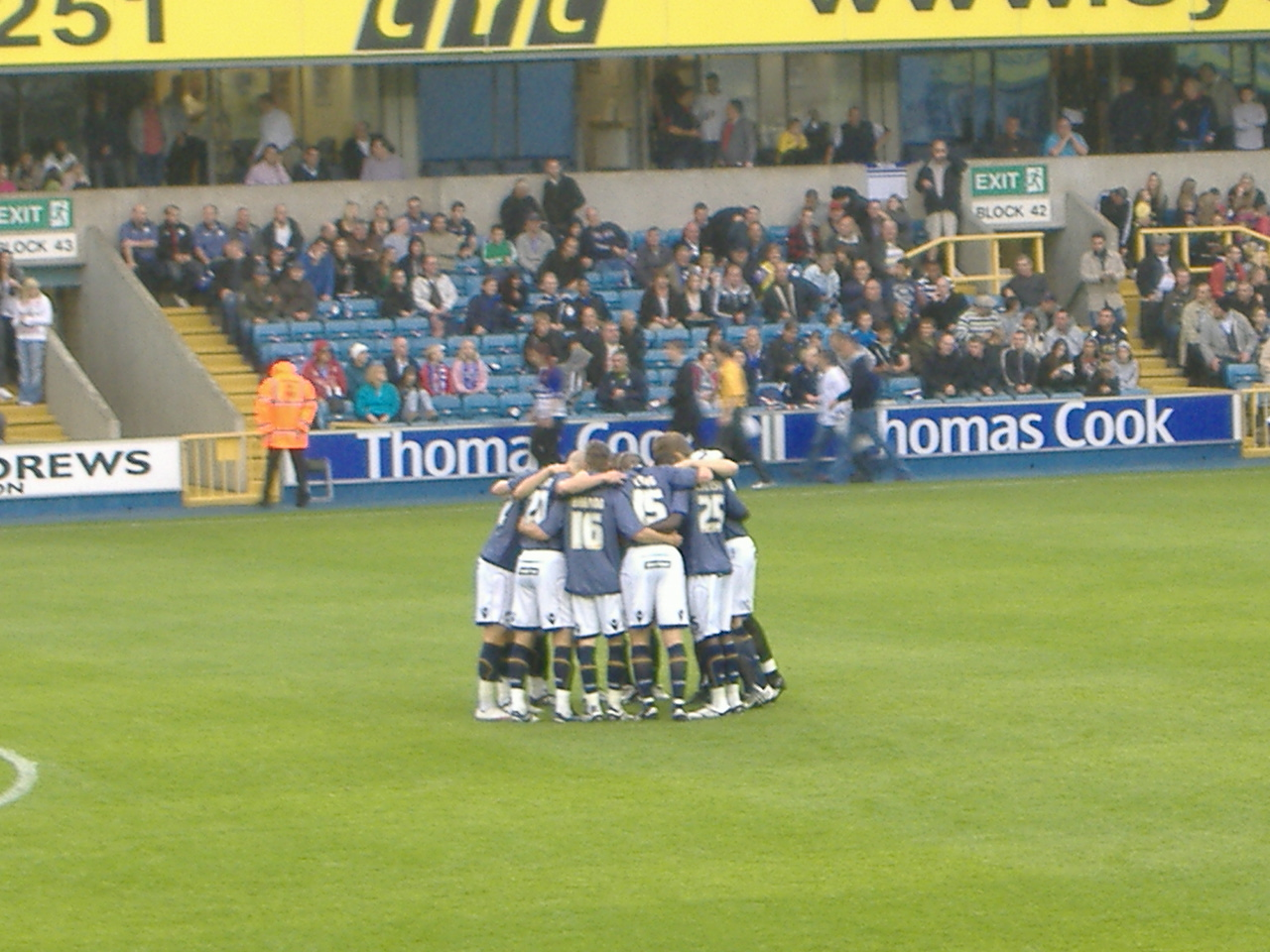
Millwall laddar upp för avspark, oktober 2010.

| Nr | Land | Pos | Namn |
| -- | ---- | --- | ---- |

| Nr | Land | Pos | Namn |
| -- | ---- | --- | ---- |

### Årets spelare
Framröstade av Millwalls supporterklubb och årskortsinnehavare.
| År   | Vinnare         |
| 1971 | Barry Bridges   |
| 1972 | Bryan King      |
| 1973 | Alf Wood        |
| 1974 | Alf Wood        |
| 1975 | Phil Summerill  |
| 1976 | Barry Kitchener |
| 1977 | Terry Brisley   |
| 1978 | Phil Walker     |
| 1979 | Barry Kitchener |
| 1980 | John Lyons      |
| 1981 | Paul Roberts    |
| 1982 | Dean Horrix     |
| 1983 | Dean Neal       |

| År   | Vinnare           |
| 1984 | Anton Otulakowski |
| 1985 | Paul Sansome      |
| 1986 | Alan McLeary      |
| 1987 | Brian Horne       |
| 1988 | Danis Salman      |
| 1989 | Terry Hurlock     |
| 1990 | Ian Dawes         |
| 1991 | Teddy Sheringham  |
| 1992 | Aidan Davison     |
| 1993 | Kasey Keller      |
| 1994 | Keith Stevens     |
| 1995 | Andy Roberts      |
| 1996 | Ben Thatcher      |

| År   | Vinnare           |
| 1997 | Lucas Neill       |
| 1998 | Paul Shaw         |
| 1999 | Neil Harris       |
| 2000 | Stuart Nethercott |
| 2001 | Matt Lawrence     |
| 2002 | Steve Claridge    |
| 2003 | Tony Warner       |
| 2004 | Darren Ward       |
| 2005 | Darren Ward       |
| 2006 | David Livermore   |
| 2007 | Richard Shaw      |
| 2008 | Paul Robinson     |
| 2009 | Andy Frampton     |

| År   | Vinnare            |
| 2010 | Alan Dunne         |
| 2011 | Tamika Mkandawire  |
| 2012 | Jimmy Abdou        |
| 2013 | Danny Shittu       |
| 2014 | David Forde        |
| 2015 | Jimmy Abdou        |
| 2016 | Jordan Archer      |
| 2017 | Steve Morison      |
| 2018 | Shaun Hutchinson   |
| 2019 | Lee Gregory        |
| 2020 | Bartosz Białkowski |
| 2021 | Bartosz Białkowski |